# ویرجیل چندلر
ویرجیل چندلر (به انگلیسی: Virgil Munday Chapman) سناتور سابق عضو حزب دموکرات ایالات متحده آمریکا بود. وی در سال ۱۹۴۹ تا ۱۹۵۱ میلادی سناتور ایالت کنتاکی در سنای ایالات متحده آمریکا بود.